# تپه بلبلان
تپه بلبلان مربوط به مس و سنگ است و در شهرستان خمین، بخش مرکزی، دهستان آشناخور، روستای خار و نصرآباد واقع شده و این اثر در تاریخ ۲۰ اسفند ۱۳۸۵ با شمارهٔ ثبت ۱۸۰۲۳ به‌عنوان یکی از آثار ملی ایران به ثبت رسیده‌است.